# Diócesis de Bomadi
La diócesis de Bomadi (en latín: Dioecesis Bomadiensis y en inglés: Roman Catholic Diocese of Bomadi) es una circunscripción eclesiástica de la Iglesia católica en Nigeria. Se trata de una diócesis latina, sufragánea de la arquidiócesis de Ciudad de Benín. Desde el 4 de abril de 2009 su obispo es Hyacinth Oroko Egbebo, de la Sociedad Misionera de San Pablo de Nigeria.

## Territorio y organización
La diócesis tiene 13 140 km² y extiende su jurisdicción sobre los fieles católicos de rito latino residentes en el estado de Bayelsa y en parte de los estados de Rivers y del Delta.
La sede de la diócesis se encuentra en la ciudad de Bomadi, en donde se halla la Catedral de Nuestra Señora de las Aguas.
En 2020 en la diócesis existían 43 parroquias.

## Historia
La misión sui iuris de Bomadi fue erigida el 17 de marzo de 1991, obteniendo el territorio de las diócesis de Port Harcourt y Warri.
El 15 de diciembre de 1995 la misión sui iuris fue elevada a vicariato apostólico con la bula Ex quo sex del papa Juan Pablo II.
El 21 de septiembre de 2017 el vicariato apostólico fue elevado al rango de diócesis en virtud de la bula Quam indefatigatus del papa Francisco.

## Estadísticas
Según el Anuario Pontificio 2021 la diócesis tenía a fines de 2020 un total de 42 000 fieles bautizados.
| Año                                                                             | Población            | Población | Población      | Sacerdotes | Sacerdotes    | Sacerdotes    | Bautizados por sacerdote | Diáconos permanentes | Religiosos | Religiosos | Parroquias |
| Año                                                                             | Bautizados católicos | Total     | % de católicos | Total      | Clero secular | Clero regular | Bautizados por sacerdote | Diáconos permanentes | Varones    | Mujeres    | Parroquias |
| ------------------------------------------------------------------------------- | -------------------- | --------- | -------------- | ---------- | ------------- | ------------- | ------------------------ | -------------------- | ---------- | ---------- | ---------- |
| 1999                                                                            | 15 800               | 1 617 000 | 1.0            | 10         | 7             | 3             | 1580                     |                      | 3          | 6          | 6          |
| 2000                                                                            | 15 950               | 1 700 000 | 0.9            | 15         | 12            | 3             | 1063                     |                      | 3          | 2          | 6          |
| 2001                                                                            | 16 000               | 1 767 000 | 0.9            | 12         | 9             | 3             | 1333                     |                      | 4          |            | 8          |
| 2003                                                                            | 19 000               | 1 836 000 | 1.0            | 16         | 15            | 1             | 1187                     |                      | 2          | 3          | 9          |
| 2010                                                                            | 27 365               | 2 658 000 | 1.0            | 22         | 17            | 5             | 1243                     |                      | 7          | 4          | 19         |
| 2014                                                                            | 32 873               | 2 867 000 | 1.1            | 34         | 25            | 9             | 966                      |                      | 10         | 50         | 23         |
| 2017                                                                            | 38 180               | 3 062 000 | 1.2            | 30         | 23            | 7             | 1272                     |                      | 7          | 67         | 24         |
| 2018                                                                            | 40 000               | 3 207 962 | 1.2            | 41         | 32            | 9             | 975                      |                      | 9          | 56         | 25         |
| 2020                                                                            | 42 000               | 3 398 400 | 1.2            | 50         | 41            | 9             | 840                      |                      | 9          | 56         | 43         |
| Fuente: Catholic-Hierarchy, que a su vez toma los datos del Anuario Pontificio. |                      |           |                |            |               |               |                          |                      |            |            |            |

## Episcopologio
- Thomas Vincent Greenan, S.P.S. † (17 de marzo de 1991-15 de diciembre de 1995 renunció)
- Joseph O. Egerega † (3 de marzo de 1997-4 de abril de 2009 renunció)
- Hyacinth Oroko Egbebo, M.S.P., desde el 4 de abril de 2009